# Aeroporto Internacional de Benina
O Aeroporto Internacional de Benina (em árabe: مطار بنينة الدولي) (IATA: BEN, ICAO: HLLB) é um aeroporto internacional localizado na cidade de Benina e que serve principalmente a cidade de Bengasi, na Líbia, sendo o segundo mais movimentado do país.